# Hawaiian Nights (film 1939)
Hawaiian Nights è un film del 1939 diretto da Albert S. Rogell.

## Trama
Ted Hartley, figlio di un magnate alberghiero, vorrebbe dedicarsi solo alla musica, ma il padre lo spedisce alle Hawaii a prendersi cura della direzione di uno dei suoi alberghi. Il giovanotto parte con tutti i suoi musicisti e inizia una relazione con Lonnie, la figlia di un concorrente del padre che offre a lui e ai suoi orchestrali ospitalità nel proprio albergo. Il vecchio Hartley arriva a Honolulu per comperare la proprietà del rivale, scoprendo con irritazione che il figlio è l'attrazione del locale. Quando però assiste all'esibizione della band del figlio, si rende conto che il suo ragazzo è veramente dotato per la musica e che quella è la sua vera vocazione.

## Produzione
Le riprese del film, prodotto dall'Universal Pictures, iniziarono il 17 luglio 1939 finendo alla fine dello stesso mese. Il film venne girato negli Universal Studios, al 100 di Universal City Plaza, a Universal City.

### Canzoni
- Hawaii Sing Me to Sleep, scritta da Frank Loesser e Matty Malneck
- Hey, Good Lookin'!, scritta da Frank Loesser e Matty Malneck
- I Found My Love, scritta da Frank Loesser e Matty Malneck
- Then I Wrote The Minuet in G, scritta da Frank Loesser e Matty Malneck

## Distribuzione
Il copyright del film, richiesto dall'Universal, fu registrato il 14 agosto 1939 con il numero LP9043.
Distribuito dall'Universal Pictures, il film uscì nelle sale cinematografiche USA l'8 settembre 1939 dopo essere stato presentato in prima a Honolulu il 1º settembre 1939. Nel 1940, il film uscì in Svezia (26 marzo, come Nätter i Honolulu), Paesi Bassi (5 luglio, a Groningen, ribattezzato De zaak gaat met muziek), in Danimarca (3 ottobre, con il titolo Swing paa Hawaii o Swing på Hawaii)